# 上小川村 (茨城県)
上小川村（かみおがわむら）は茨城県久慈郡にかつて存在した村である。

## 地理
- 現在の大子町の南部に位置する。
- 村の中央には久慈川が流れている。
- 八溝山地・阿武隈高地に位置し、村域のほとんどは山がちな地形になっている。

## 歴史

### 村域の変遷
- 1889年（明治22年）4月1日 - 町村制施行により、栃原村・頃藤村・大沢村が合併し久慈郡上小川村が発足。
- 1955年（昭和30年）3月31日 - 上小川村は大子町・依上村・袋田村・宮川村・佐原村・黒沢村・生瀬村と下小川村の一部（西金・盛金の一部）とともに合併し大子町が発足。上小川村は消滅。

変遷表
| 1868年 以前 | 1868年 以前 | 明治22年 4月1日 | 昭和30年 3月31日 | 現在   |
| ----------- | ----------- | --------------- | ---------------- | ------ |
|             | 栃原村      | 上小川村        | 大子町           | 大子町 |
|             | 頃藤村      | 上小川村        | 大子町           | 大子町 |
|             | 大沢村      | 上小川村        | 大子町           | 大子町 |

## 大字
- 栃原（とちはら）
- 頃藤（ころふじ）
- 大沢（おおさわ）

## 人口・世帯

### 人口
総数 [単位： 人]
| 1891年（明治24年） | 2,784 |
| 1920年（大正 9年） | 3,816 |
| 1935年（昭和10年） | 4,163 |
| 1950年（昭和25年） | 5,266 |

### 世帯
総数 [単位： 世帯]
| 1920年（大正 9年） | 707 |
| 1935年（昭和10年） | 721 |
| 1950年（昭和25年） | 957 |

## 交通

### 鉄道
- 日本国有鉄道（ → 東日本旅客鉄道）
  - ■水郡線
    - 上小川駅